# Frances Hodgkins
Frances Mary Hodgkins (Dunedin, Nova Zelanda, 28 d'abril de 1869 - Dorchester, Anglaterra, 13 de maig de 1947) fou una pintora neozelandesa activa principalment a la Gran Bretanya, on s'establí a partir del 1913. Visqué també a París, Florència, Tànger o els Països Baixos.

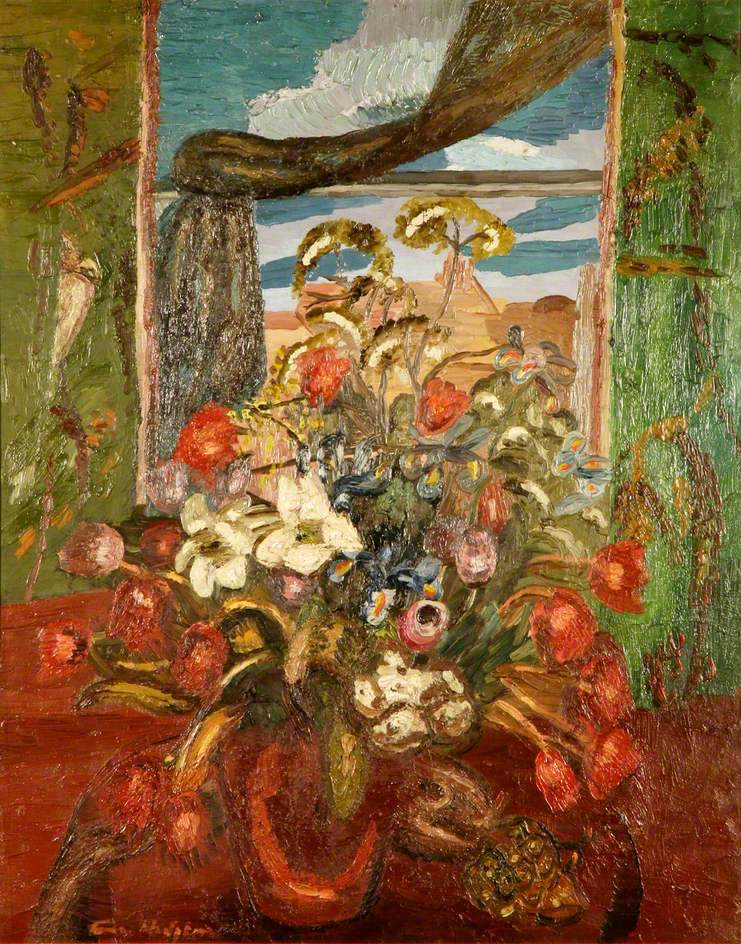
Flowers in a Vase

## Biografia

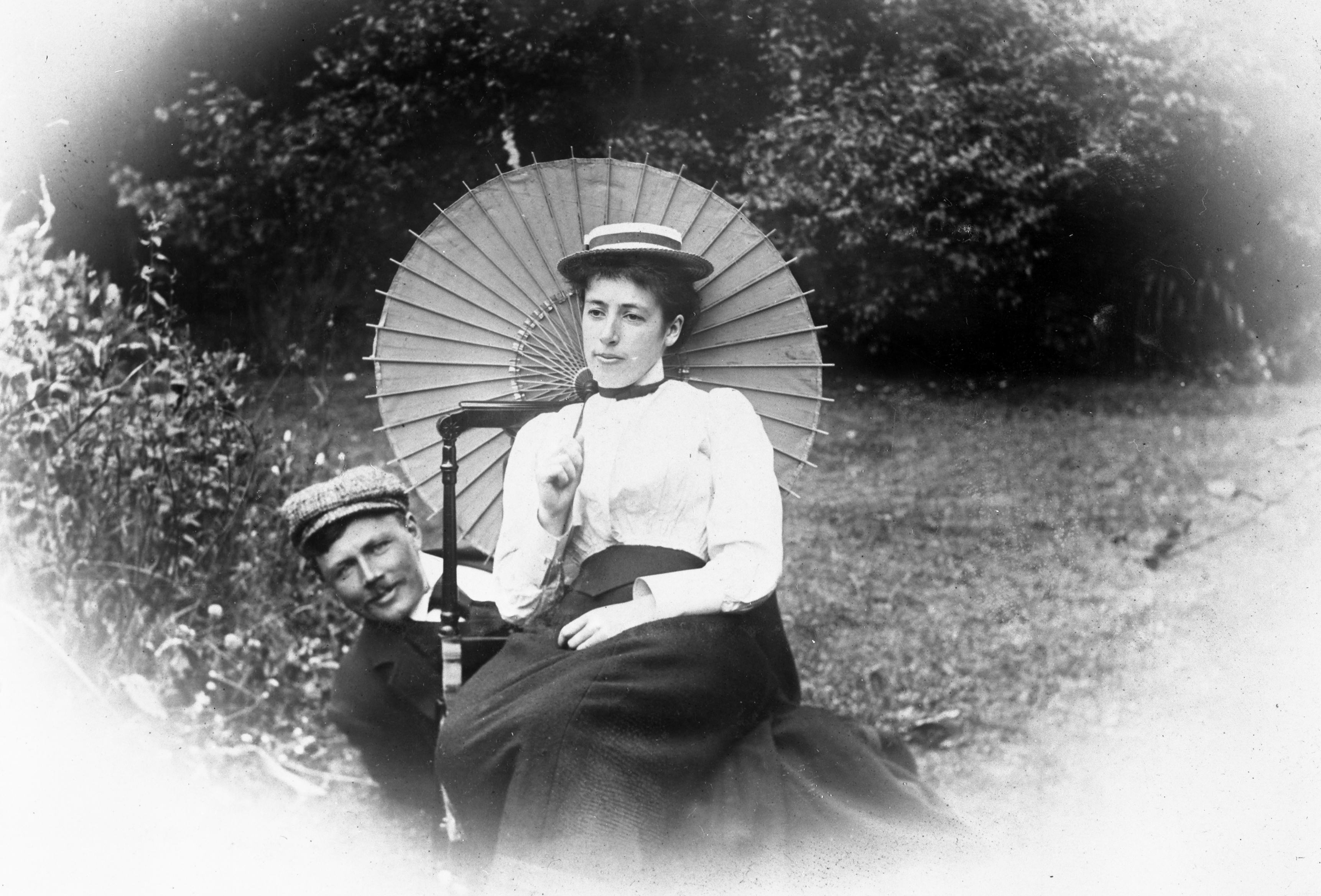
Frances Hodgkins amb el seu cunyat, William Hughes Field (cap a la dècada del 1890)

Era filla de l'australiana Rachel Owen Parker i de William Matthew Hodgkins (1833-1898), pintor afeccionat que emigrà d'Anglaterra el 1859 i que va tindre un paper important en el desenvolupament de la vida artística a la ciutat de Dunedin, a Nova Zelanda. El seu pare li ensenyà la tècnica de l'aquarel·la i no va començar a pintar a l'oli fins al 1915. Fins llavors, l'obra de Hodgkins havia estat convencional, però gradualment va desenvolupar un estil personal, influït per Matisse i Dufy en els colors brillants, que en la dècada del 1930 la va situar entre els millors artistes d'avantguarda pintant, sobretot, paisatges i natures mortes.
Fou escollida per a representar la Gran Bretanya a la 22a Biennal de Venècia i el 1942 li fou concedida una pensió en reconeixement dels seus serveis a l'art.
El 22 de març del 1947, unes setmanes abans del seu 78è aniversari, Frances Hodgkin, esgotada física i psíquicament per la guerra europea, fou ingressada a Herrison House, un hospital psiquiàtric a prop de Dorchester (Dorset) a causa d'una malaltia terminal i va morir poc menys de dos mesos després, el 13 de maig del 1947. Fou incinerada a Weymouth (Dorset) el 17 de maig i les seues cendres foren retornades a Nova Zelanda, concretament al cementiri de Waikanae (a 60 quilòmetres al nord de Wellington).

## Obres destacades
- Girl feeding poultry (1890)
- Tank and ducks (1892)
- Portrait of Ethel McLaren (1893)
- The girl with flaxen hair (1893)
- Head of an old woman (1895)
- Head of a Maori girl (circa 1900)
- Maori woman's head (1913)
- Loveday and Ann: two women with a basket of flowers (1915)
- The Edwardians (circa 1918)
- Double portrait (c. 1922)
- Spanish shrine (c. 1933)
- Self portrait: still life (1941)
- The courtyard in wartime (1944)[4]